# チェコ語研究院

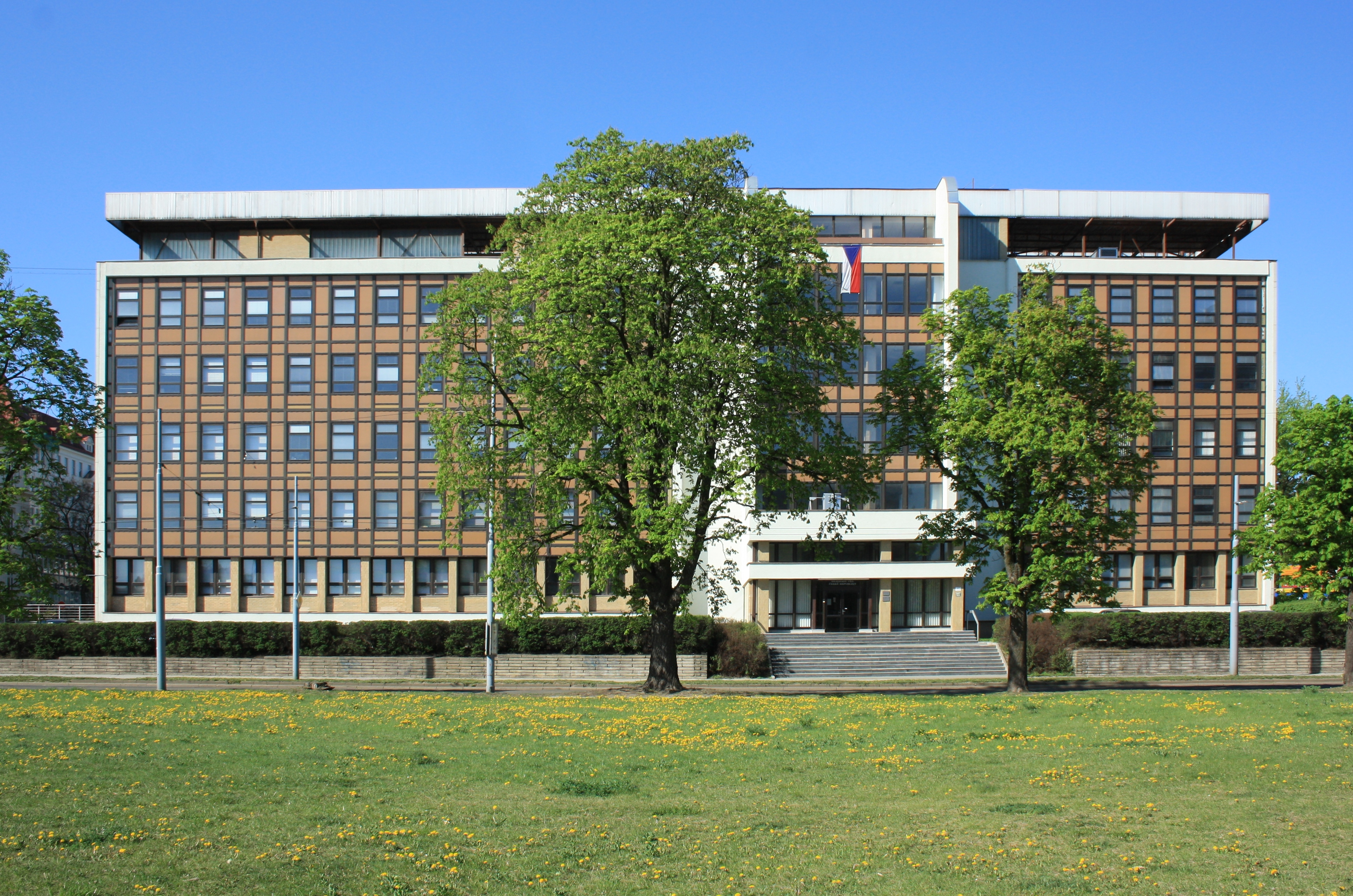
チェコ語研究院

チェコ言語研究院（チェコげんごけんきゅういん、チェコ語: Ústav pro jazyk český）は、チェコ科学アカデミーの下部組織でチェコ語に関する規定や規範の提示を行う機関である。本院はプラハに置かれている。1911年に廃止されたチェコ語辞書局 （Kancelář Slovníku jazyka českého）の後身として、1946年に設立された。